# Pachae
pachae（パチェ）は、日本のスリーピースバンド。2020年に大阪で結成された。所属事務所はmurffin discs。レコードレーベルはユニバーサルシグマ。
癖のあるアレンジと卓越した演奏技術が魅力。その音楽性からハイブリッドシティポップバンドと称される。

## 来歴
音山が公園で弾き語りをしていたところ、結成当時のドラムに声を掛けられて意気投合。バンバやさなえ、当時のベースを誘って5人でバンドを結成した。
結成わずか3ヶ月でmurffin discsオーディションにて準グランプリを受賞。
2024年4月にユニバーサルシグマよりスリーピースバンドとしてメジャーデビュー。同年10月には初のタイアップ作品「アイノリユニオン」をリリース。同曲はMX系アニメ『妻、小学生になる。』の主題歌となる。
バンド名は造語であり、半濁音が耳に良いらしいと聞いた音山が最も可愛い響きとして”ぱちぇ”と名付けた。しかし、韓国語で”ネギ”という意味であることから英語表記にし、スペルを変えて”pachae”となった。
結成日は7月26日。音山曰く「初めて集まった日」。

## メンバー
- 音山 大亮（おとやま だいすけ)　別名、ダダ・オトヤマ
  - 1月27日生
  - ボーカル、ギター、コンポーザー。鍵盤、ベース、ドラムもこなす。
  - 全楽曲の作詞作曲を担当。ジャケットのイラストやバンドのロゴのデザインも手掛ける。
  - 小学生の頃からゲーム音楽に熱中し、自作の楽譜を元にピアノで弾いていた。中学生からピアノやデスクトップミュージック(DTM)で作曲を始める。
  - 影響を受けたアーティストはMr.Children、THEE MICHELLE GUN ELEPHANT、フジファブリック、ボカロなど[1]。
  - 初めて手にしたCDはテツandトモの「なんでだろう」。
  - 趣味は登山、ビリヤード、テニス、レトルトカレー収集、ボーリング（ベストスコアは298）。
  - いちご検定1級。
  - 身長183センチ。

- バンバ
  - 8月12日生
  - ギター。歌心のあるギタープレイが特徴。
  - 洋楽、邦楽、ジャンルを問わず幅広く音楽に親しんでいる。影響を受けたアーティストはAndymori、RADWIMPS、サカナクションなど。ジミ・ヘンドリックスやトム・モレロを影響を受けたギタリストに挙げている。
  - 中学時代は野球部に所属していた。左投左打。
  - 一度はギターに挫折するも、高校の受験勉強が嫌で再びギターに取り組むようになる。
  - 初期メンバーのドラマーは高校、大学の先輩。YAJICO GIRLは高校の軽音楽部の先輩にあたる。
  - 趣味は水タバコ、サウナ、麻雀、読書。
  - 名古屋でライブを行った際、中日ドラゴンズのTシャツやユニフォームを着て出演したことがある。
  - キノコ類が苦手。
  - 英検4級。

- さなえ
  - 白岡 紗苗（しらおか さなえ）
  - 3月3日生
  - キーボード。
  - 2020年から約4年間、ヤマハエレクトーンデモンストレーター、ライターを務めていた。
  - 4歳からエレクトーンとピアノを始め、海外のジャズやR&B、ソウルなどを聴いて育つ。
  - 影響を受けたアーティストにアース・ウィンド・アンド・ファイアーを挙げている。
  - 大阪音楽大学短期大学部電子オルガン・コース卒業[4]。
  - 発酵食品ソムリエの資格取得に向け勉強中。自家製味噌を作ることを目標としている。
  - 車の運転、味噌が好き。

## 作品

### ミニアルバム
- GIM（2021年9月29日）

1. 遣る方無いブルース
2. 冥王星ガール
3. ムスカイ・ボリタンテス
4. エゴイスティック・レスキュー
5. 7

- CAN（2023年6月28日）

1. WeLcOmE pOp！!！
2. ハツがハツラツ
3. ダロウ
4. ムヌゥ
5. ⊿又ゥ ̅/ ァ ┛л(ムヌゥファンク)
6. 生生 CRY
7. サブアカダラケ

### デジタル・シングル
- 愛は並ぶ（2023年10月6日）
- トロイメライ（2024年1月31日）
- チョウチンカップル（2024年4月24日）
- 非友達（2024年6月12日）
- ダンシング・エモーション（2024年7月17日）
- アイノリユニオン（2024年10月7日）
- ふたりじめ（2025年1月15日[5]）
- 君がいない（2025年4月30日[6]）

## タイアップ
| 年     | 曲名               | タイアップ                                                   |
| ------ | ------------------ | ------------------------------------------------------------ |
| 2024年 | アイノリユニオン   | テレビアニメ『妻、小学生になる。』オープニングテーマ         |
| 2025年 | ふたりじめ         | テレビアニメ『この会社に好きな人がいます』エンディングテーマ |
| 2025年 | 陰になり日向になり | テレビアニメ『百姓貴族 3rd Season』主題歌                    |

## 自主企画
| 年     | 公演名               | 公演日   | 会場           | ゲスト                            |
| ------ | -------------------- | -------- | -------------- | --------------------------------- |
| 2024年 | Trick or Trick       | 2月16日  | Shibuya eggman | アルカラ、Alaska jam              |
| 2024年 | Trick or Trick       | 2月23日  | OSAKA RUIDO    | Alaska jam、ヨナツメ              |
| 2024年 | Trick or Trick vol.2 | 6月14日  | OSAKA RUIDO    | SAKANAMON、POP ART TOWN           |
| 2024年 | Trick or Trick vol.2 | 6月22日  | Shibuya eggman | SAKANAMON、EOW                    |
| 2024年 | Trick or Trick vol.3 | 11月16日 | TOONICE        | DeNeel、夕方と猫                  |
| 2024年 | Trick or Trick vol.3 | 11月20日 | CLUB UPSET     | ペンギンラッシュ、KADOMACHI       |
| 2024年 | Trick or Trick vol.3 | 11月22日 | OSAKA RUIDO    | 不眠旅行                          |
| 2024年 | Trick or Trick vol.3 | 11月28日 | Shibuya eggman | Mellow Youth、Broken my toybox    |
| 2025年 | Trick or Trick vol.4 | 5月9日   | enn 3rd        | Alaska jam、Azule Orchid、Umisaya |
| 2025年 | Trick or Trick vol.4 | 5月25日  | TOONICE        | Meiyo、Mellow Youth               |
| 2025年 | Trick or Trick vol.4 | 5月31日  | Queblick       | DeNeel、Viewtrade                 |
| 2025年 | Trick or Trick vol.4 | 6月13日  | OSAKA RUIDO    | osage                             |
| 2025年 | Trick or Trick vol.4 | 6月19日  | ell.SIZE       | Hwyl、おとなりにぎんが計画        |
| 2025年 | Trick or Trick vol.4 | 6月20日  | Shibuya eggman | フレンズ                          |

## 出演
- FM802 RADIO∞INFINITY（2024年4月25日）
- Date FM Morning Brush（2024年10月4日）
- エフエム青森 ラジmott!（2024年10月4日）
- TBCラジオ シロクジTUNE（2024年10月4日）
- エフエム山形 RAMP（2024年10月4日）
- FMヨコハマ Tresen（2024年10月8日）
- FM-FUJI Bumpy（2024年10月10日）※リモート出演
- ラジオ日本 Happy Voice! from YOKOHAMA（2024年10月11日）
- FM新潟 SOUND SPLASH（2024年10月18日）
- NHK-FM ミュージックライン（2024年10月18日）
- ラジオ大阪 オトナ女子モーニングワイド ハッピー・プラス（2024年10月23日）
- FM802 EVENING TAP（2024年10月23日）
- FM滋賀 Style!（2024年10月24日）
- FM大阪 LOVE FLAP（2024年10月24日）
- Kiss FM KOBE Kiss Music Presenter（2024年10月24日）
- α-STATION LIFT（2024年10月24日）
- ZIP-FM OVER VIEW（2024年10月30日）
- FM福岡 MORNING JAM（2024年10月31日）※1day jack
- FM福岡 ~Ultra Radio Connection~DIG!!!!!!!!FUKUOKA（2024年10月31日）※1day jack
- FM福岡 Hyper Night Program GOW!!（2024年10月31日）※1day jack
- AIR-G' Be My Radio（2024年11月14日）
- FM NORTH WAVE GOGO RADIO COMPANY（2024年11月14日）
- HBCラジオ アフタービート（2024年11月24日）
- pachae×FM FUKUOKAスペシャルトーク&ライブ（2024年12月1日）
- 日本テレビ バズリズム02（2025年1月24日）
- テレビ東京 超音波（2025年1月24日）
- TBS PLAYLIST（2025年1月28日）
- FMヨコハマ Kiss & Ride（2025年1月30日）※音山のみ出演
- 音泉 ポルカドットスティングレイ雫の「このラジオに好きな人がいます」（2025年2月3日）※音山のみ出演
- テレビ東京 プレミアMelodiX!（2025年2月24日）
- TBS PLAYLIST（2025年2月25日）